# Кедров, Бонифатий Михайлович
Бонифа́тий Миха́йлович Ке́дров (27 ноября (10 декабря) 1903, Ярославль — 10 сентября 1985, Москва) — советский философ и логик, химик, историк и методолог науки, психолог, популяризатор науки, специалист в области диалектического материализма и философских вопросов естествознания.
Кандидат химических наук, доктор философских наук, профессор. Действительный член АН СССР (1966; член-корреспондент с 1960), член-корреспондент АПН СССР (1968; АПН РСФСР с 1947). Член Международной академии истории науки (1966; членкор 1963), иностранный член Сербской академии наук и искусств (1965), Болгарской АН (1972), Германской академии естествоиспытателей «Леопольдина» (1972).

## Биография
Сын революционного и политического деятеля М. С. Кедрова и участницы Октябрьской революции и гражданской войны О. А. Дидрикиль. В семье также был сын Игорь (работник НКВД, арестован 20 февраля 1939 года, расстрелян 25.01.1940). Член партии большевиков с 1918 года. В 1918—1919 годах работал помощником ответственного секретаря газеты «Правда» М. И. Ульяновой, затем в ВЧК. Окончил химический факультет МГУ (1930), специализировался по химической термодинамике и органической химии.
В 1930—1932 годах учился на философском отделении Института красной профессуры. В 1932—1935 — в аспирантуре ИОНХ АН СССР. Кандидат химических наук (1935), защитил диссертацию «О парадоксе Гиббса». В 1935—1937 годах — инструктор отдела науки ЦК ВКП(б), также в 1936—1938 годах читал лекции по истории химии (в основном для аспирантов) на химфаке МГУ, в 1938—1939 работал химиком Ярославского шинного завода. В 1939—1941, 1945—1949, 1958—1962 годах работал в Институте философии АН СССР, в 1973—1974 — директор там же.
В 1941—1945 годах — в Красной Армии, участник Великой Отечественной войны, в рядах ополченцев командовал расчётом орудия. Доктор философских наук (1946), защитил диссертацию «Атомистика Дальтона и её философское значение». В 1946—1958 и в 1971—1978 годах — профессор Академии общественных наук при ЦК КПСС. Один из инициаторов создания, первый главный редактор (1947—1949) журнала «Вопросы философии». Работал научным редактором в Главной редакции Большой советской энциклопедии.
В конце 1940-х годов в СССР при активном участии Кедрова была начата кампания идеологического вмешательства в химию, призванная, наряду с аналогичными пропагандистскими мероприятиями в других областях науки, «очистить советскую науку от буржуазных, идеалистических теорий» и «рабского преклонения перед буржуазными научными авторитетами».
В 1950 году в газете «Культура и жизнь» появилась разгромная рецензия, написанная профессором Б. М. Кедровым. Рецензия называлась «Объективистская книга по истории физики» и обвиняла П. С. Кудрявцева и его книгу «История физики» (Т. 1. М., 1948) в низкопоклонстве перед Западом, «превозношении» вклада иностранных учёных в развитие физики и умалении отечественного вклада, что «является прямым следствием нарушения ленинского принципа партийности и перехода на принципы буржуазного объективизма». Одновременно Кедров опубликовал аналогичную статью «Неудачная книга по истории физики» в партийном журнале «Вопросы философии»: «П. Кудрявцев взял на себя неблаговидную задачу пересмотреть уже решённые вопросы и „перерешить“ их заново в пользу западных учёных».
Также объектом критики стала теория резонанса, предложенная Л. Полингом как часть представлений об электронной структуре молекул с делокализованной электронной плотностью. В СССР теория была объявлена «идеалистической» — и поэтому неприемлемой для использования в науке и образовании.
В публикациях Кедрова o теории Полинга фактически накладывался запрет на использование физических методов в химии, физических и химических в биологии и т. п. Была сделана попытка связать теорию резонанса с вейсманизмом-морганизмом, то есть заложить основу объединённого фронта борьбы с передовыми научными направлениями:

«Теория резонанса», будучи идеалистической и агностической, противостоит материалистической теории Бутлерова, как несовместимая и непримиримая с ней;… будучи насквозь механистической, отрицает качественные, специфические особенности органического вещества и совершенно ложно пытается сводить закономерности органической химии к закономерностям квантовой механики…

… Мезомерийно-резонансная теория в органической химии представляет собою такое же проявление общей реакционной идеологии, как и вейсманизм-морганизм в биологии, как и современный «физический» идеализм, с которыми она тесно связана. — Кедров Б. М. Против «физического» идеализма в химической науке.
В июне 1951 года прошла Всесоюзная конференция по состоянию теории химического состава в органической химии, на которой резонансная теория Полинга и теория мезомерии Ингольда были объявлены буржуазными и лженаучными.
В 1954 году состоялась первая заграничная поездка Б. М. Кедрова (в Швейцарию). Всего посетил около 20 стран и в общей сложности был за границей более 50 раз, его последние зарубежные поездки относятся к 1979 году.
Высказав критику секретного доклада Хрущёва «О культе личности и его последствиях», Кедров получил выговор, и на четыре года было отложено выдвижение его кандидатуры в члены-корреспонденты АН СССР («чуть ли не поверхностным назвал доклад Хрущева профессор философии Академии общественных наук при ЦК КПСС Б. М. Кедров, сын видного советского деятеля, репрессированного в 1941 году. Он заявил, что в докладе нет серьёзного анализа причин культа личности. Особенно возмутило его то, что Хрущев изобразил культ личности как личную трагедию Сталина: „Какая уж там личная трагедия?! Вот трагедия партии и народа — это да!“»).
В 1955—1958 года работал в Институте истории естествознания и техники АН СССР, старший научный сотрудник. В 1962—1972 годах — директор ИИЕТ, с 1974 года заведовал сектором истории науки и логики. С 10 июня 1960 года — член-корреспондент АН СССР по Отделению экономических, философских и правовых наук, 1 июля 1966 года избран академиком по Отделению философии и права.
Был одним из действительных членов АН СССР, подписавших в 1973 году письмо учёных в газету «Правда» с осуждением «поведения академика А. Д. Сахарова». В письме Сахаров обвинялся в том, что он «выступил с рядом заявлений, порочащих государственный строй, внешнюю и внутреннюю политику Советского Союза», а его правозащитную деятельность академики оценивали как «порочащую честь и достоинство советского ученого».[1][2]
С 1983 года — почётный председатель комитета по методологическим проблемам географии при Президиуме Географического общества СССР.
Скончался после продолжительной болезни. Похоронен на Новодевичьем кладбище.

### Семья
- Первая жена — Татьяна Николаевна Ченцова (1900—1955), биохимик
  - Сын — Горн Бонифатьевич Кедров (1923—1998), ботаник
- Вторая жена (с 1955) — Эрика-Марианна Яковлевна Чернавская (1929—1999).

## Научная деятельность
Создатель советского международного сотрудничества в области философии науки и логики. Внёс огромный вклад в разработку менделеевского наследия, классификацию наук и другие научные направления.
Выдвинул свою классификацию наук, названную "Треугольник Кедрова", где описал связь психологии с естественными, социальными и философскими науками.
Автор более 1000 научных публикаций. Подготовил документальные публикации, связанные с Д. И. Meнделeeвым: «Научный архив. Т. 1» (М., 1953), «Периодический закон» (М., 1958), «Периодический закон. Дополнительные материалы» (М., 1960).
Соавтор изданий: «Очерки по истории философской и общественно-политической мысли народов СССР» (тт. 1-2, 1955—1956), «История философии» (тт. 1-5, 1957—1961) и др. Был активным участником издания пятитомной «Философской энциклопедии» (1960—1970), членом редколлегии журналов «Вопросы философии» и «Наука и жизнь» (1947—1985).

## Награды
- три ордена Ленина (1973, 1975, 1983) — «за большие заслуги в развитии философской науки, подготовке научных кадров и в связи с 70-летием с дня рождения», «за заслуги в развитии советской науки и в связи с 250-летием АН СССР», «за заслуги в развитии и пропаганде марксистско-ленинской философии, подготовке научных кадров и в связи с 80-летием с дня рождения»
- Орден Октябрьской Революции (1971) — «за большие заслуги в развитии советской науки и техники, внедрение результатов исследований в народное хозяйство, способствовавшее успешному выполнению пятилетнего плана народного хозяйства»
- Орден Трудового Красного Знамени (1963) — «за успехи в развитии общественных наук и подготовку научных кадров»
- Орден Красной Звезды (1967) — «за активное участие в Великой Октябрьской социалистической революции и гражданской войне»
- Орден «Знак Почёта» (1945) — «за выдающиеся заслуги в развитии науки и техники, в связи с 220-летием АН СССР»
- медали[14]
- Премия имени Н. Г. Чернышевского АН СССР (1965; совм. с Э. В. Ильенковым) — «за цикл исследований в области теории познания диалектического материализма»

## Труды
Книги
- О количественных и качественных изменениях в природе. — [М.], 1946;
- Энгельс и естествознание. — М.: Госполитиздат, 1947;
- О путях развития естествознания. — М.-Л., 1948;
- Развитие понятия элемента от Менделеева до наших дней. — М.-Л., 1948;
- Атомистика Дальтона. — М.-Л., 1949;
- Диалектический материализм о современных открытиях в области строения материи. — М., 1954;
- О произведении Ф. Энгельса «Диалектика природы». — М., 1954 (2-е изд.);
- Кедров Б. М., Ченцова Т. Н. Браунер — сподвижник Менделеева: к столетию со дня рождения. — М., 1955;
- Эволюция понятия элемента в химии. — М.: Изд-во АН СССР, 1956;
- Отрицание отрицания. — М., 1957;
- День одного великого открытия [Об открытии Д. И. Менделеевым периодического закона]. — М.: Изд-во социально-экономической литературы, 1958. — 560 с.
  - День одного великого открытия. Об открытии Д. И. Менделеевым периодического закона. — 2-е изд.. — М., 2001. — 640 с. — (Философы России XX века). — ISBN 5-8360-0058-1.
- Философский анализ первых трудов Д. И. Менделеева о периодическом законе. — М., 1959;
- Книга В. И. Ленина «Материализм и эмпириокритицизм» и современное естествознание. — М., 1959;
- Как изучать книгу В. И. Ленина «Материализм и эмпириокритицизм», М., 1961.
  - 2-е изд. М., 1972;
- Классификация наук. В 3 кн. — М., 1961 («Энгельс и его предшественники»), 1965 («От Ленина до наших дней»), 1985 («Прогноз К. Маркса о науке будущего»);
- О повторяемости в процессе развития. — М., 1961.
  - О повторяемости в процессе развития. — 2-е изд. — М.: КомКнига, 2006. — 152 с. — ISBN 5-484-00428-428.
- Spektralanalyse. Zur wissenschaftshistorischen Bedeutung einer großen Entdeckung. — В., 1961;
- Единство диалектики, логики и теории познания. — М., 1963.
  - 2-е изд. 2006;
- Предмет и взаимосвязь естественных наук. — М.: Изд-во АН СССР, 1962. — 410 с.
  - 2-е изд. — М.: Наука, 1967. — 434 с.
- Как работал Ф. Энгельс над диалектикой естествознания. — М., Знание, 1969. — 64 с.
- Ленин и революция в естествознании XX века: философия и естествознание. — М.: Наука, 1969. — 396 с.;
- Три аспекта атомистики. — М., 1969 (ч. 1 «Парадокс Гиббса. Логический аспект», ч. 2 «Учение Дальтона. Исторический аспект», ч. 3 «Закон Менделеева. Логико-исторический аспект»);
- Микроанатомия великого открытия. К 100-летию закона Менделеева. — М.: Наука, 1970. — 245 с. — 16 000 экз.
- Энгельс и диалектика естествознания, М., 1970;
- Энгельс о химии. — М.: Наука, 1971. — 304, [2] с. — (Из истории мировой культуры).
  - Энгельс о развитии химии. — 2-е изд. — М.: Наука, 1979. — 496 с.;
- Ленин и диалектика естествознания XX века. Материя и движение, М., 1971;
- Из лаборатории ленинской мысли (очерки о «Философских тетрадях» В. И. Ленина). — М., 1972;
- Кедров Б. М., Трифонов Д. Н. О современных проблемах периодической системы. — М., 1974;
- Прогнозы Д. И. Менделеева в атомистике. Т. 1-3. — М.: Атомиздат, 1977-79.
- Кедров Б. М., Огурцов А. П. Марксистская концепция истории естествознания XIX в. — М., 1978;
- Ленин и научные революции: естествознание, физика. — М.: Наука, 1980. — 462 с.;
- Ленин, наука, социальный прогресс. — М., 1982;
- Беседы о диалектике. Шестидневные философские диалоги во время путешествия. — М: Молодая гвардия, 1983.
  - Беседы о диалектике. Шестидневные философские диалоги во время путешествия. — 3-е изд. — М.: КомКнига, 2007. — 242 с.
- Мировая наука и Менделеев: к истории сотрудничества физиков и химиков России (СССР), Великобритании и США. — М., 1983;
- О методе изложения диалектики: Три великих замысла. — М.: Наука, 1983. — 475 с.
- Кедров Б. М., Огурцов А. П. Марксистская концепция истории естествознания. Первая четверть XX в. — М., 1985;
- О великих переворотах в науке. — М.: Педагогика, 1986. — (Учёные — школьнику).
- О творчестве в науке и технике: научно-популярные очерки для молодёжи. — М: Молодая гвардия, 1987. — (Эврика).
- Науки в их взаимосвязи. История. Теория. Практика. — М., 1988;
- Проблемы логики и методологии науки: избранные труды. — М., 1990.

Статьи
- Джон Дальтон — отец современной химии // Дальтон Дж. Избранные работы по атомистике. — Л., 1940;
- Понятие «химический элемент» с точки зрения периодического закона Менделеева // Периодический закон Д. И. Менделеева и его философское значение. — [М.], 1947;
- Химические понятия в свете менделеевского наследства // Периодический закон Д. И. Менделеева и его философское значение. — [М.], 1947;
- К истории открытия периодического закона Д. И. Менделеева // Д. И. Менделеев. Новые материалы по истории открытия периодического закона. — М.-Л., 1950;
- Применение В. И. Лениным марксистской диалектики к анализу современной науки // Великое произведение воинствующего материализма. — М., 1959;
- Ленинский анализ революции и кризиса современного естествознания // Ленин и наука. — М., 1960;
- О диалектике научных открытий // «Вопросы философии», 1966, № 12;
- О природе научного понятия // «Вопросы философии», 1969. № 8;
- Диалектическая философия и генетика // «Генетика», 1970. т. 6, № 4;
- Истина или догмат? Знание или вера и суеверие? (О правильном понимании взглядов Ф. Энгельса и В. И. Ленина) // Вопросы научного атеизма. Вып. 10 / Редкол. А. Ф. Окулов (отв. ред.) и др.; Акад. обществ. наук при ЦК КПСС. Ин-т научного атеизма. — М.: Мысль, 1970. — С. 39—83. — 439 с. — 16 500 экз.
- История науки и принципы её исследования // "Вопросы философии ", 1971, № 9;
- Три союза в борьбе за марксистское мировоззрение // Вопросы научного атеизма. Вып. 13 / Редкол. А. Ф. Окулов (отв. ред.) и др.; Акад. обществ. наук при ЦК КПСС. Ин-т научного атеизма. — М.: Мысль, 1972. — С. 23—48. — 455 с. — 16 000 экз.
- Социальное и биологическое в научном творчестве // Биологическое и социальное в развитии человека. — М., 1977;
- О современной классификации наук (основные тенденции в её эволюции) // «Вопросы философии», 1980, № 10.

## Отзывы
Я большой поклонник Б. М. Кедрова и считаю его единственным академиком-философом, который не только учён, не только проводит подлинно советскую линию, но вообще человек умный и честный. Это добросовестный человек. Я его уважаю за очень многое, а особенно за то, что он в свое время бесстрашно боролся против проходимца Георгия Александрова.
— А. Ф. Лосев в письме уральскому философу В.К.Бакшутову, 21 февраля 1980 года 